# Óscar Sevilla Rosas
Óscar Sevilla Rosas (14 ottobre 1942) è un ex cestista peruviano.

## Carriera
Con il Perù ha disputato le Olimpiadi del 1964 e due edizioni dei Campionati mondiali (1963, 1967).